# Andreas Thielemann
Andreas Thielemann (* 31. Juli 1955 in Dresden; † 17. Februar 2015 in Rom) war ein deutscher Kunsthistoriker und Bibliothekar.

## Leben und Werk
Andreas Thielemann machte von 1972 bis 1975 eine Berufsausbildung mit Abitur zum Galvaniseurfacharbeiter. 1977/78 studierte er in Leipzig Physik. Von 1979 bis 1982 war er als Kurator der Skulpturensammlung der Staatlichen Galerie Moritzburg Halle tätig. 1983 wurde seinem Ausreiseantrag aus der DDR zugestimmt. Von 1983 bis 1990 studierte Thielemann Kunstgeschichte, Klassische Archäologie und Philosophie an der Universität zu Köln, wo er 1993 mit einer Arbeit über Phidias im Quattrocento promoviert wurde. Von 1993 bis 1999 war er Wissenschaftlicher Assistent am Kunsthistorischen Institut in Köln. 2001 wurde Thielemann Wissenschaftlicher Assistent an der Bibliotheca Hertziana – Max-Planck-Institut für Kunstgeschichte in Rom. Von 2004 bis 2006 absolvierte er ein Fernstudium der Bibliothekswissenschaft an der Humboldt-Universität zu Berlin.
Von 2006 bis 2015 war Thielemann Leiter der Bibliothek der Bibliotheca Hertziana in Rom.
Thielemanns Forschungsschwerpunkte waren Antikenrezeption, Ikonographie der Philosophen, die Rossebändiger vom Quirinal, Gestensprache, Peter Paul Rubens, Adam Elsheimer und Optik. Darüber hinaus engagierte er sich auf der von ihm gegründeten Website „Geschichtscampus“ für den Wiederaufbau der Universitätskirche in Leipzig und die Erinnerungskultur im Allgemeinen.

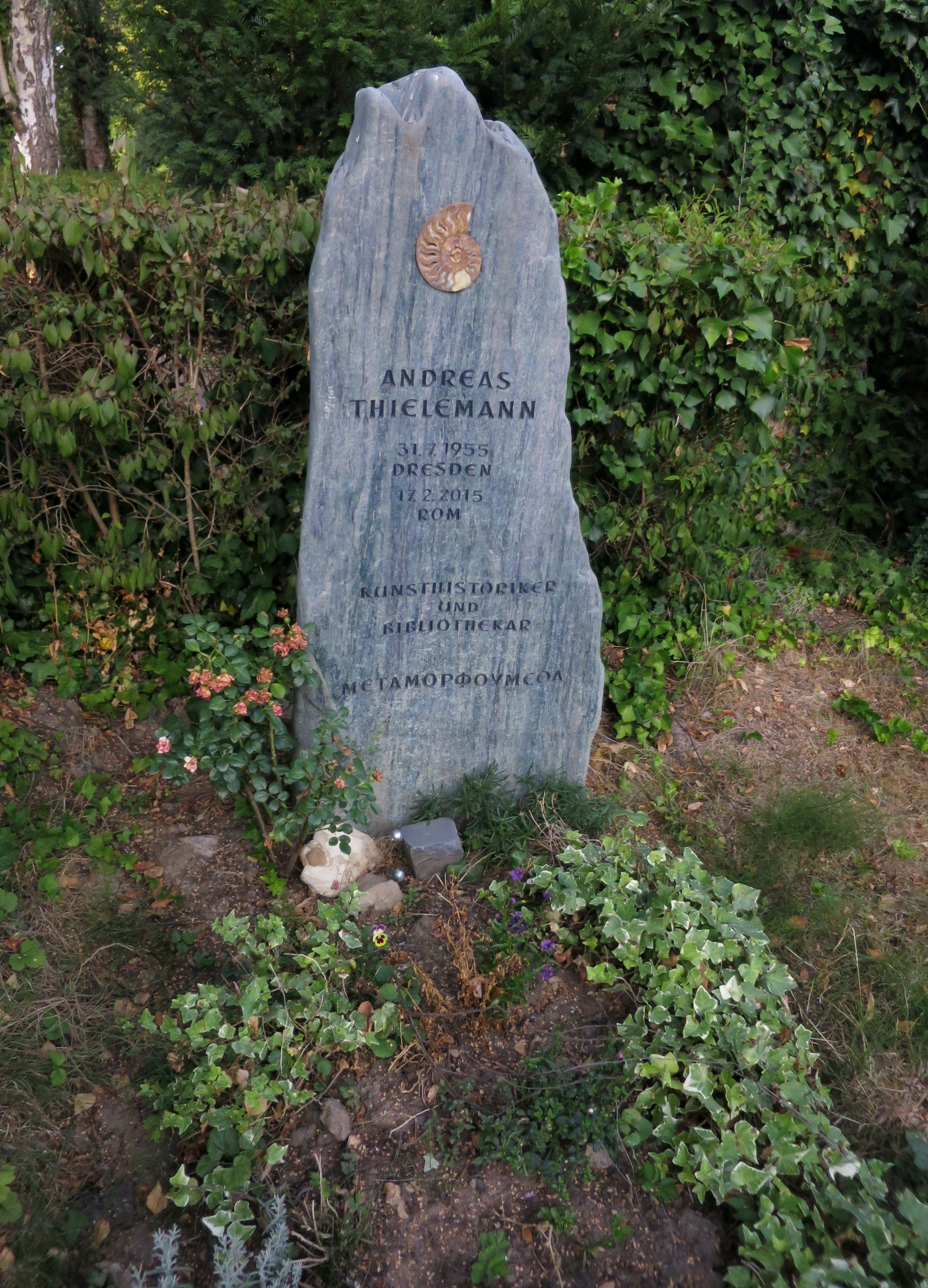
Grab Melaten-Friedhof

Thielemann starb 2015 im Alter von 59 Jahren und wurde auf dem Kölner Friedhof Melaten (Flur 22 (V)) beigesetzt.

## Schriften (Auswahl)
- Erwin Panofsky’s „Idea“ (1924). In: Iconology, neoplatonism, and the arts in the Renaissance. In: Berthold Hub, Sergius Kodera (Hrsg.): Iconology, neoplatonism, and the arts in the Renaissance (Routledge research in art history). Routledge, New York / London 2021, ISBN 978-0-367-89529-7, S. 12–26.
- Glaskugeln in Wissenschaft und Kunst der frühen Neuzeit. In: Lumen – imago – pictura. La luce nella storia dell’ottica e nella rappresentazione visiva da Giotto a Caravaggio. Herausgegeben zusammen mit Sybille Ebert-Schifferer, Pietro Roccasecca. De Luca Editori d’Arte, Rom 2018, ISBN 978-88-6557-375-4, S. 65–82.
- Stone to flesh. Rubens’ treatise „De Imitatione Statuarum“. In: Cordula van Wyhe (Hrsg.): Rubens and the human body. Brepols, Turnhout 2018, S. 41–101.
- AB OLYMPO – Die Selbst- und Fremdheroisierung Andrea Mantegnas. In: Katharina Helm, Hans W. Hubert, Christina Posselt-Kuhli, Anna Schreurs-Morét (Hrsg.): Künstlerhelden? Heroisierung und mediale Inszenierung von Malern, Bildhauern und Architekten. Ad Picturam, Merzhausen 2015, ISBN 978-3-942919-02-9, S. 19–50.
- Beispiel Phidias. Collectaneen und Viten zur Geschichte antiker Künstler von Ghiberti bis Sandrart. In: Susanne Meurer, Anna Schreurs-Morét, Lucia Simonato (Hrsg.): Aus aller Herren Länder. Die Künstler der Teutschen Academie von Joachim von Sandrart. Brepols, Turnhout 2015, ISBN 978-2-503-55321-4, S. 36–51.
- Himmelsfeuer. Kosmologie und Theologie in Adam Elsheimers „Flucht nach Ägypten“. In: Andrea Albrecht, Giovanna Cordibella, Volker R. Remmert (Hrsg.): Tintenfass und Teleskop. Galileo Galilei im Schnittpunkt wissenschaftlicher, literarischer und visueller Kulturen im 17. Jahrhundert. De Gruyter, Berlin / Boston, Mass. 2014, ISBN 978-3-11-031498-4, S. 125–165.
- Auf den Flügeln des Ruhms: „Imatatio naturae“ und „idea“ bei Phidias, Zeuxis, Dürer und Raffael. In: Jahrbuch der Staatlichen Kunstsammlungen Dresden, Band 38, 2012 (2014), S. 85–116.
- Rubens` Trakat De imitatione statuarum. In: Ursula Rombach, Pater Seiler (Hrsg.): Imitatio als Transformation. Imhof, Petersberg 2012, ISBN 978-3-86568-763-0, 95–150.
- Lenti e specchi nella scienza e nella pittura del primo Seicento. In: Rocco Sinisgalli (Hrsg.): L’arte della Matematica nella Prospettiva. Atti del convegno internazionale di studi, Istituto Svizzero di Roma, Centro Internazionale di Studi Urbino e la Prospettiva, Roma, Urbino, 8 – 11 ottobre 2006. Cartei & Bianchi, Foligno 2009, ISBN 978-88-95686-15-8, S. 127–149; 369–382.
- Adam Elsheimer in Rom. Werk – Kontext – Wirkung. Akten des internationalen Studientages der Bibliotheca Hertziana, Rom, 26. – 27. Februar 2004. Herausgegeben mit Stefan Gronert. Hirmer, München 2008, ISBN 978-3-7774-4255-6; darin: Einleitung. S. 9–13; Klage – Klugheit – Standhaftigkeit. Künstlertopik von Vitruv und Alberti bis Elsheimer und Poussin. S. 15–50; Natur pur? Literarische Quellen und philosophische Ziele der Naturdarstellung bei Adam Elsheimer. S. 125–156.
- Sprechende Köpfe: Seneca-Bildnisse um 1600. In: 300 Jahre „Thesaurus Brandenburgicus“. Archäologie, Antikensammlungen und antikisierende Residenzausstattungen im Barock. Akten des internationalen Kolloquiums Schloss Blankensee, 30. September – 2. Januar 2000 (= Cyriacus. Band 2). Herausgegeben von Henning Wrede und Max Kunze. Biering & Brinkmann, München 2006, S. 167–206.
- Altes und neues Rom. Zu Filaretes Bronzetür. Ein Drehbuch. In: Wallraf-Richartz-Jahrbuch, Band 63, 2002, S. 33–70.
- Rubens Passioni. Kultur der Leidenschaften im Barock (= Rekonstruktion der Künste. Band 3). Herausgegeben mit Ulrich Heinen. Vandenhoeck & Ruprecht, Göttingen 2001, ISBN 3-525-47902-6.
- Michelangelo Neue Beiträge. Akten des Michelangelo-Kolloquiums, veranstaltet vom Kunsthistorischen Institut der Universität zu Köln im Italienischen Kulturinstitut Köln, 7. – 8. November 1996. Herausgegeben mit Michael Rohlmann. Deutscher Kunstverlag, München / Berlin 2000, ISBN 3-422-06297-1; darin: Schlachten erschauen – Kentauren gebären. Zu Michelangelos Relief der Kentaurenschlacht, S. 17–92.
- Roma und die Rossebändiger im Mittelalter. In: Kölner Jahrbuch, Band 26, 1993, S. 133–216.
- Phidias im Quattrocento. Dissertation Universität zu Köln 1992.
- Bildnisstatuen stoische Philosophen. Mit Henning Wrede. In: Mitteilungen des Deutschen Archäologischen Instituts Athenische Abteilung, Band 104, 1989, S. 109–155.
- Einleitung. In: Jeff Wall. Ausstellungskatalog 11. Juni – 7. August 1988, Westfälischer Kunstverein, Münster
- Wilhelm Lehmbruck. 1881 – 1919 . Plastik, Zeichnung, Druckgrafik. Ausstellung der Staatlichen Galerie Moritzburg, Halle, 5. Juli – 6. September 1981.